# Bobby Orr Trophy
Bobby Orr Trophy je trofej pro vítěze východní konference v playoff Ontario Hockey League, pojmenovaná po Bobby Orrovi na jeho počest. Ekvivalentem této trofeje pro vítěze západní konference je Wayne Gretzky Trophy. Trofej je udělována od roku 1999.

## Seznam vítězů
| Rok     | Družstvo                         |
| ------- | -------------------------------- |
| 1998–99 | Belleville Bulls                 |
| 1999–00 | Barrie Colts                     |
| 2000–01 | Ottawa 67's                      |
| 2001–02 | Barrie Colts                     |
| 2002–03 | Ottawa 67's                      |
| 2003–04 | Mississauga IceDogs              |
| 2004–05 | Ottawa 67's                      |
| 2005–06 | Peterborough Petes               |
| 2006–07 | Sudbury Wolves                   |
| 2007–08 | Belleville Bulls                 |
| 2008–09 | Brampton Battalion               |
| 2009–10 | Barrie Colts                     |
| 2010–11 | Mississauga St. Michael's Majors |
| 2011–12 | Niagara IceDogs                  |
| 2012-13 | Barrie Colts                     |
| 2013-14 | North Bay Battalion              |
| 2014–15 | Oshawa Generals                  |
| 2015-16 | Niagara IceDogs                  |
| 2016-17 | Mississauga Steelheads           |
| 2017-18 | Hamilton Bulldogs                |